# III. Keresztély dán király
III. Keresztély (Gottorf kastély, 1503. augusztus 12. –‎ Kolding, 1559. január 1.) Dánia és Norvégia királya 1534-től haláláig. Uralkodása alatt vette fel Dánia véglegesen a lutheránus vallást.

## Neveltetése és megkoronázása
Keresztély 1503. augusztus 12-én született a gottorpi kastélyban I. Frigyes dán és norvég király (akkor még csak Schleswig és Holstein hercege) és Hohenzollern Anna első gyermekeként.
1521-ben, tanárai, Wolfgang von Utenhof és Johan Rantzau javaslatára németországi útja alatt ellátogatott a wormsi birodalmi gyűlésre és meghallgatta Luther Márton beszédét. Az ifjú herceg a reformációs mozgalom hatása alá került, és odahaza is nyíltan hirdette nézeteit, ami miatt konfliktusba került a katolikus Államtanáccsal és óvatosan egyensúlyozó politikát folytató apjával is. 1526-ban apja kinevezte Schleswig és Holstein kormányzójává ahol hamarosan államvallássá tette a lutheranizmust, 1529-től pedig Norvégia alkirálya lett.
Miután I. Frigyes 1533-ban meghalt, jütlandi főnemesek egy csoportja még a hivatalos elismerés előtt, Rye városában királlyá választotta Keresztélyt. A katolikusok által dominált Államtanács viszont inkább katolikus uralkodót szeretett volna és nem ismerte el a választás eredményét, hanem felkérték Kristófot, Oldenburg grófját, hogy az új király megválasztásáig legyen Dánia kormányzója. Ezzel két évig tartó polgárháború robbant ki (az ún. grófviszály) a protestánsok és katolikusok között.

## A grófviszály

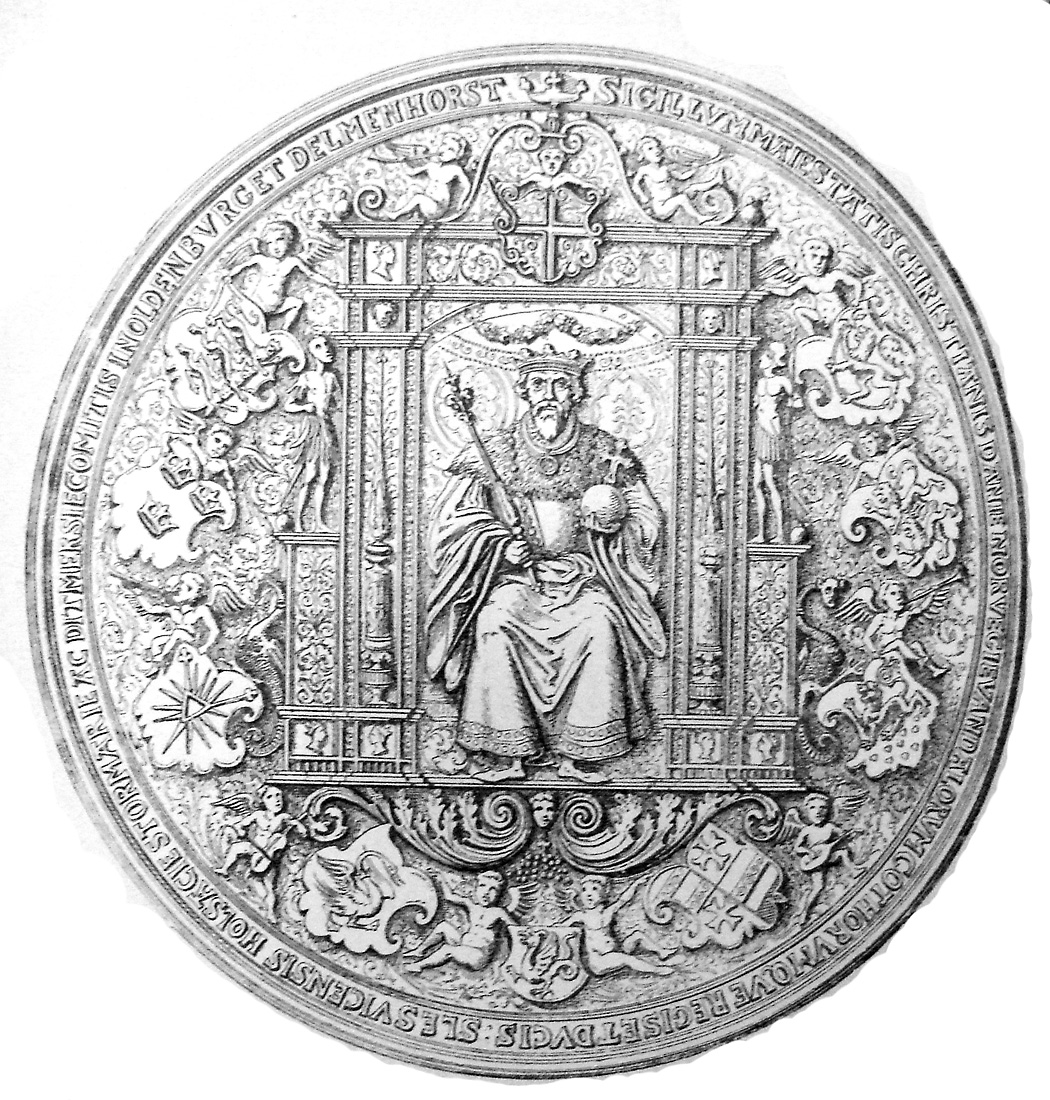
III. Keresztély pecsétje

Oldenburgi Kristóf elsősorban Dánia nyugati és északi részeinek támogatását élvezte, míg Keresztélynek Jütland volt a hátországa. 1534-ben Jütland északi részén a katolikus parasztok egy bizonyos Clement kapitány vezetésével fellázadtak és sorra fosztották ki a protestáns nemesek kastélyait. Miután a helybeli nemesek seregét a felkelők szétverték, Keresztély a kipróbált hadvezért, Johan Rantzaut küldte német protestáns zsoldosokkal megerősített hadával a parasztok ellen. Clement kapitány északra menekült és Aalborg megerősített városában keresett menedéket. Rantzau katonái rohammal bevették a várost és a többnapos fosztogatásnak háromezren estek áldozatul. Clementnek sikerült elmenekülnie, de pár nappal később elfogták és lefejezték.
A skånei lázadók ellen Keresztély a protestáns svéd király, I. Gusztáv segítségét kérte. A svéd csapatok végigpusztították a vidéket, Loshultnál nyílt csatában legyőzték a parasztok seregét és földig rombolták Helsingborg várát.
Rantzau eközben átkelt Funen szigetére és 1535 nyarán Øksnebjergnél legyőzte Oldenburgi Kristóf seregét. Bár a felkelők még egy évig kitartottak Koppenhága és Malmö falai mögött, de 1536 júliusában valamennyien kapituláltak. III. Keresztély immár biztosan ült a trónján.
A politikai életre továbbra is jellemző maradt viszont a protestáns német tanácsadók és a katolikus többségű Államtanács vetélkedése, egészen amíg Keresztély el nem rendelte három tanácstag püspök letartóztatását 1536. augusztus 12-én. Az újonnan kiegészített Államtanács októberben elrendelte a lutheránus egyház nemzeti egyházzá alakítását.
A szerzetesrendeket betiltották, a megmaradt kolostorokat bezárták és vagyonukat a korona elkobozta, amelynek nagy részéből Keresztély a polgárháború során felgyülemlett adósságait egyenlítette ki.

## Külpolitikája
A reformáció terjedése megváltoztatta az addigi külpolitikai prioritásokat. Dániát elsősorban V. Károly német-római császár veszélyeztette, aki igyekezett visszaszorítani a protestantizmust és visszaállítani a birodalom korábbi egységét. Keresztély védelmi szövetséget kötött a szintén protestáns svéd királlyal (első brömsebrói szerződés, 1541) és a német lutheránus fejedelmekkel. 
1542-ben a feszültség fegyveres konfliktusig fajult, ám az Øresund lezárásával a dánok olyan nehéz helyzetbe hozták a balti kereskedelmet, hogy holland nyomásra V. Károly békét kötött III. Keresztéllyel (speyeri béke, 1544). A későbbiekben Dánia már nem vett részt a katolikus-protestáns összecsapásokban.

## Schleswig-Holstein
1544-ig Keresztély uralkodott Schleswig és Holstein hercegségében két kiskorú féltestvére, János és Adolf nevében is. Ekkor a három fivér három egyenlő részre osztotta a birtokokat és hercegi jövedelmeket, ám olyan módon, hogy a részek a két hercegségben mozaikszerűen helyezkedtek el, hogy meggátolják a német-római birodalomba tartozó Holstein és dán vazallus Schleswig szétszakítását. Mindhárom fivér felvette a Schleswig, Holstein, Ditmarsh és Stormarn hercege címet.
Keresztély király 1559-ben újév napján halt meg Koldinghusban, hamvait a roskildei székesegyházban helyezték örök nyugalomra.

## Családja
Keresztély 1525-ben vette feleségül Szász-Lauenburgi Dorottyát. Öt gyermekük született:
- Anna (1532–1585), Ágost szász választófejedelemhez ment feleségül
- Frigyes (1534–1588), Dánia és Norvégia királya
- Magnus (1540–1583), Livónia (orosz vazallus) királya
- János (1545–1622), Schleswig-Holstein-Sonderburg-Plön hercege
- Dorottya (1546–1617), Vilmos braunschweig-lüneburgi herceg felesége

## Fordítás
- Ez a szócikk részben vagy egészben  a   Christian III of Denmark című angol Wikipédia-szócikk ezen változatának fordításán alapul.  Az eredeti cikk szerkesztőit annak laptörténete sorolja fel. Ez a jelzés csupán a megfogalmazás eredetét és a szerzői jogokat jelzi, nem szolgál a cikkben szereplő információk forrásmegjelöléseként.

| Előző uralkodó: I. Frigyes | Dánia királya 1534 – 1559 | Következő uralkodó: II. Frigyes |

| Előző uralkodó: I. Frigyes | Norvégia uralkodója 1534 – 1559 | Következő uralkodó: II. Frigyes |